# Căianu Mic
Căianu Mic is een comună in het district District Bistrița-Năsăud in Roemenië die werd opgericht in 1456. 

## Geografie
Căianu Mic bestaat uit vier dorpen, namelijk:
- Căianu Mare,
- Căianu Mic,
- Ciceu-Poieni,
- Dobric.

Tot 2004 maakten de dorpen Dobricel en Dumbrăvița ook deel uit van Căianu Mic, maar zij werden overgeplaatst naar Spermezeu.

## Bekende personen uit
- Johannes Caioni - 17de-eeuws componist